# 钱元玧
钱元玧（890年—10世紀），原名钱传琰，杭州錢塘（今浙江杭州）人，是五代十國的吳越國武肃王钱镠的第十三子，母亲金氏，同母兄弟钱元懿、钱元球、钱元珰、钱元珣。
钱元玧出生于唐昭宗龍紀二年（890年），917年，后梁皇帝朱友貞下诏，为錢镠諸子加官进爵。錢镠諸子十一人后梁的詔書排序如下：钱传璟、钱传璙、钱传瓘、钱传璲、钱传懿、钱传(王瞿)、钱传球、钱传㻑、钱传珦、钱传琰、錢傳璛。钱传琰担任峦州刺史。